# Plantation de la vigne

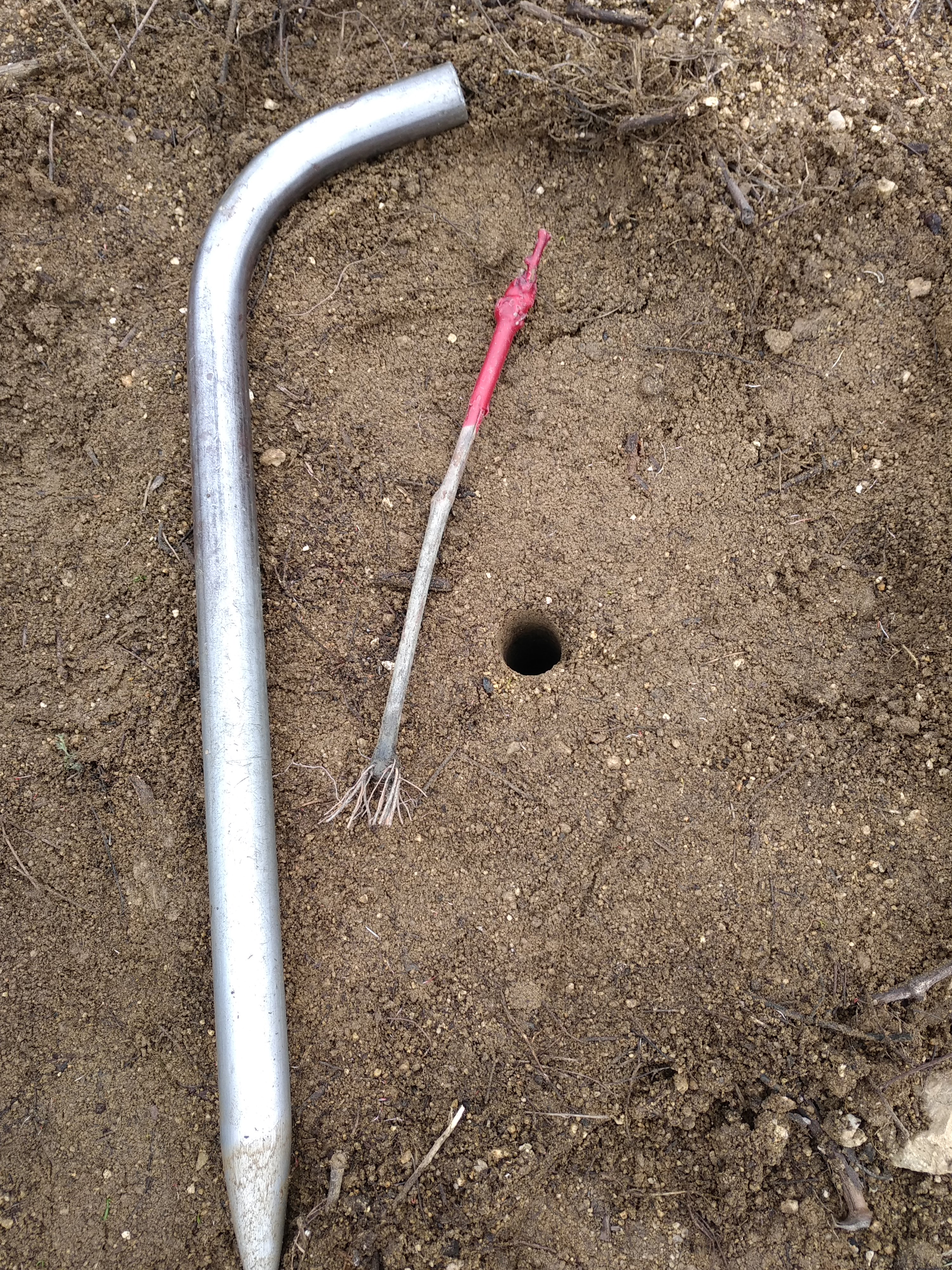
Plantation d'un plant de vigne greffé, à l'aide d'un plantoir.

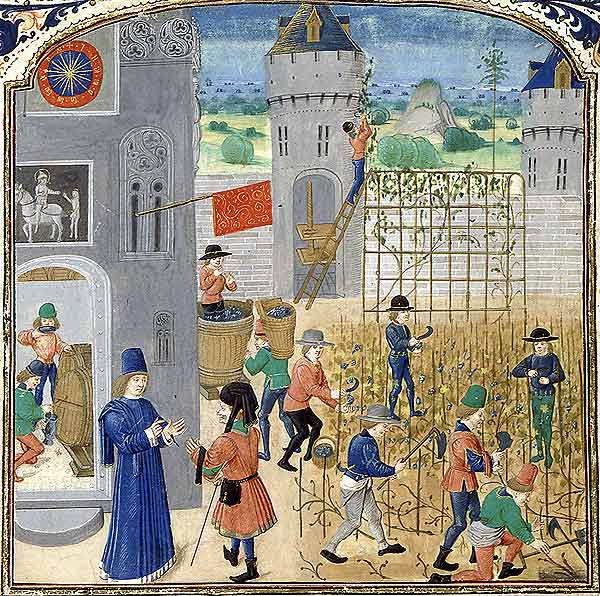
Sur cette page enluminée du livre IV Rustican de Pietro de' Crescenzi (troisième quart du XVe siècle) consacrée à la viticulture et viniculture, plusieurs opérations sont réunies : plantation, façon de la vigne (palissage, taille), vendange, foulage, dégustation du vin.

La plantation de la vigne est la première étape de la viticulture. La vigne est une plante pérenne qui peut vivre très longtemps. Il existe encore çà et là des vignes pré-phylloxériques à travers le monde, ces parcelles remontent aux années 1800. La grande majorité des vignes du monde sont quant à elles des plants de vignes greffés.
La plantation est une étape qui doit être réfléchie en amont, en fonction du sol, du climat, et des conditions sanitaires, mais aussi des cahiers des charges éventuels et des marchés de vente, afin de choisir les porte-greffes et les cépages adaptés. Une parcelle a une durée de vie comprise entre 25 et 50 ans en moyenne.

## Histoire

### Anciennes plantations

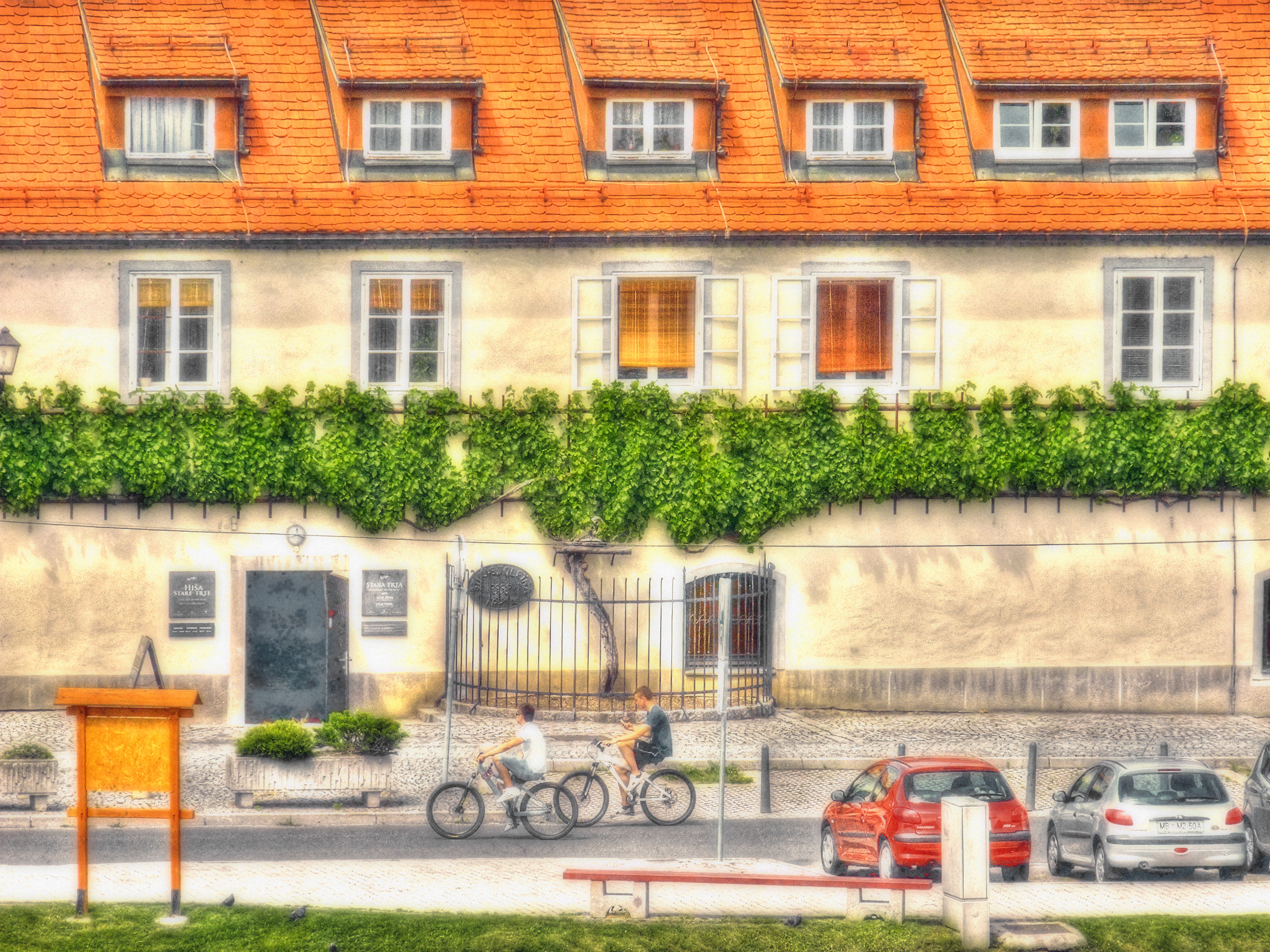
La stara trta de Maribor, en Slovénie

La vigne de Sarragachies (ou "vigne de la Ferme Pédebernade"), située dans le Val d'Adour près du piémont pyrénéen à Sarragachies (Gers) est l'une des plus anciennes vignes de France (la plantation des ceps remonterait aux environs de l'année 1820, soit à près de 200 ans). Située au cœur de l'appellation côtes-de-Saint-Mont, elle conserve des cépages non greffés endémiques au piémont pyrénéen ayant résisté à la crise du phylloxéra à la fin du XIXe siècle. Cette vigne a été inscrite au titre des monuments historiques en 2012. Il s'agit de la première vigne protégée à ce titre en France,,,.
Dans la vallée de la Loire, le domaine Henri Marionnet, qui fait partie de l'AOC Cour-Cheverny possède l'un des plus anciens vignobles produisant en France, une de ses vignes de romorantin B ayant été datée de 1850.
Par ailleurs, la maison Bollinger, en Champagne, produit une cuvée Vieilles Vignes Françaises à partir d'un vignoble épargné par le phylloxéra. Ces vignes de pinot noir sont franches de pied, conduites en foule et travaillées manuellement. Cette cuvée n'est commercialisée que millésimée, et permet de retrouver le goût du Champagne tel qu'il était au XIXe siècle.
Au Portugal, une parcelle de vigne, dans la vallée du Douro, a été elle aussi préservée du phylloxéra. Dénommée La Nacional, elle couvre 2,5 hectares et produit le rarissime Porto Vintage Noval Nacional. Au Chili, seul pays au monde épargné par le phylloxera, toutes les vignes sont franches de pied.
Le pied de vigne le plus ancien se trouve à Maribor, en Slovénie, où il a été planté il y a 400 ans, soit une plantation aux alentours de 1550. Cette stara trta (« vieille vigne » en slovène) ne produit que 35 à 55 kilos de raisins par vendange.
Même si les vignes récentes sont implantées pour de moins longues durées, leur plantation engage un avenir lointain et doit être réfléchie sur tous ses aspects.

## Réalisation technique

### Préparation du sol

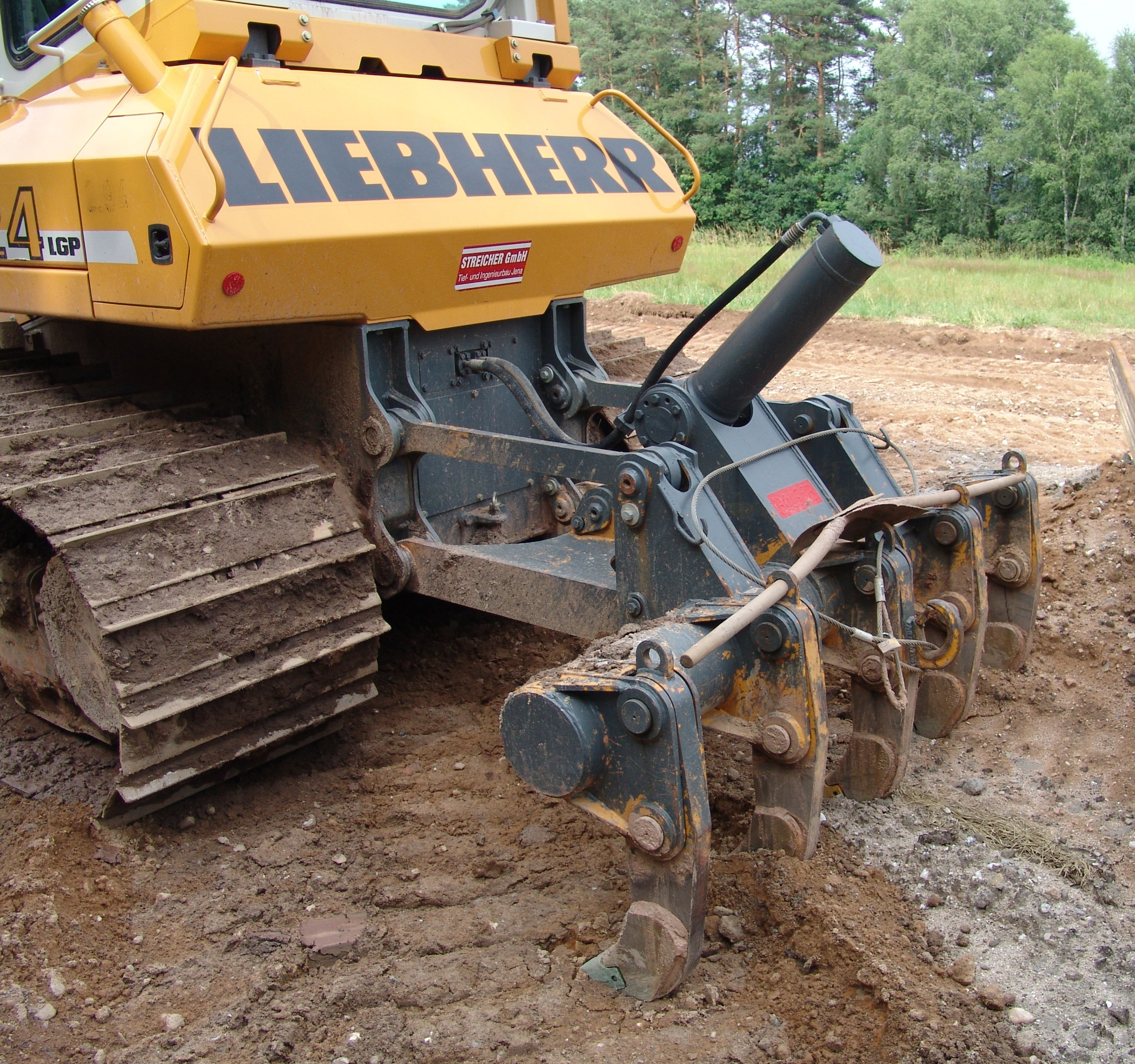
Matériel de décompactage du sol

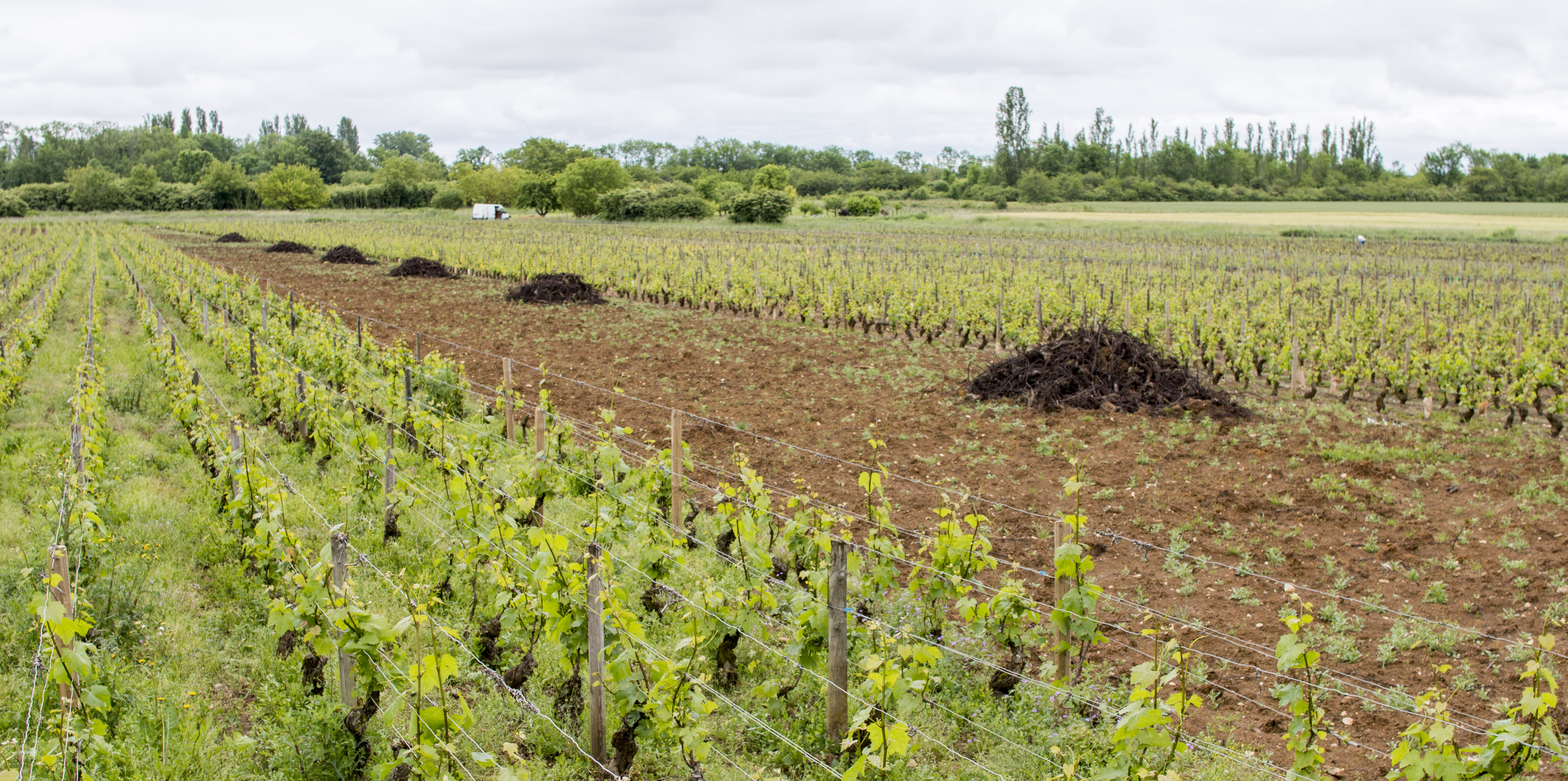
Arrachage d'une parcelle de vigne qui sera replantée.

Le travail préparatoire du sol commence par une analyse de terre. Elle permet de connaître le taux de matière organique, le pH et les éventuelles carences ou défauts. En viticulture, un excès en fumure potassique entraîne un blocage de l'absorption du magnésium et des carences peuvent apparaître sur une vigne dont le sol peut contenir cet élément en quantité utile,. L'échantillon de terre est pris en surface, et à plusieurs horizons souterrains en fonction de la profondeur du sol. L'opération est répétée en plusieurs points de la parcelle et la terre est mélangée dans le sac de prélèvement. Dans le cas d'une parcelle de grande taille ou d'une parcelle au profil pédologique hétérogène, plusieurs prélèvements peuvent être pratiqués pour affiner la prise de décision. Dans ce cas, les échantillons ne sont pas mélangés ; ils permettront de cerner des sous-parcelles.
L'analyse de terre guide le vigneron dans le choix du porte-greffe adapté au type de sol, et dans celui du cépage. Le travail du sol préparatoire à la plantation, en découle aussi : un sol profond demande un décompactage en profondeur pour favoriser la descente des racines, alors que pour un sol calcaire, le même travail risque de faire remonter de gros cailloux.
La plantation de vigne sur un sol qui a récemment porté de la vigne ou des arbres fruitiers doit respecter des précautions. Les maladies éventuelles portées par les racines de la culture arrachée sont susceptibles de se communiquer à la jeune plantation. Il peut s'agir de maladies comme le pourridié ou de la présence de nématodes propagateurs de viroses comme le court-noué. Un repos de huit années est recommandé contre les nématodes, la parcelle pouvant alors être cultivée en plantes annuelles : céréales, plantes fourragères ou prairie. Cependant, un terroir d'exception ne peut pas toujours justifier économiquement un repos aussi long. Dans ce cas, une désinfection chimique du sol et un travail d'enlèvement des racines mortes peut accélérer le rythme de replantation.
Dans le cadre de la préparation du sol, des aménagements plus importants peuvent être jugés nécessaires. Les terrains très pentus sont parfois aménagés en terrasses. Ces dernières permettent de retenir la terre en cas d'intempéries importantes et de les travailler sur un terrain plat. À grande échelle, ce type d'aménagement peut réellement remodeler le paysage viticole. De petits murs en pierre sèche sont aménagés pour protéger la vigne du vent, notamment dans les îles (vignoble des Açores, vignoble des Canaries, etc.) Ces aménagements peuvent aussi concerner des fossés, rigoles ou bassins de rétention destinés à minimiser le ravinement lors de gros orages.

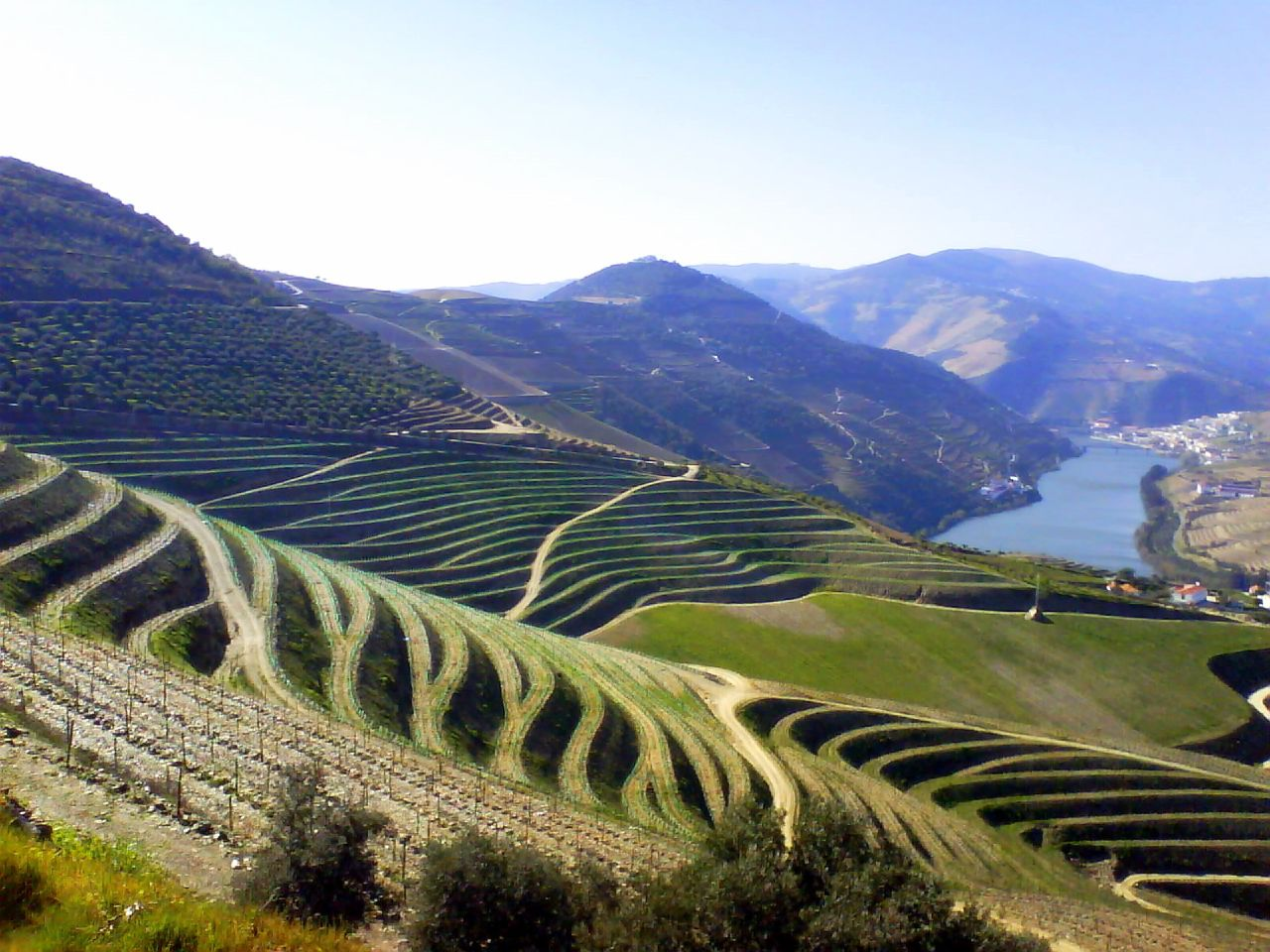
Vignes en terrasse produisant le porto.
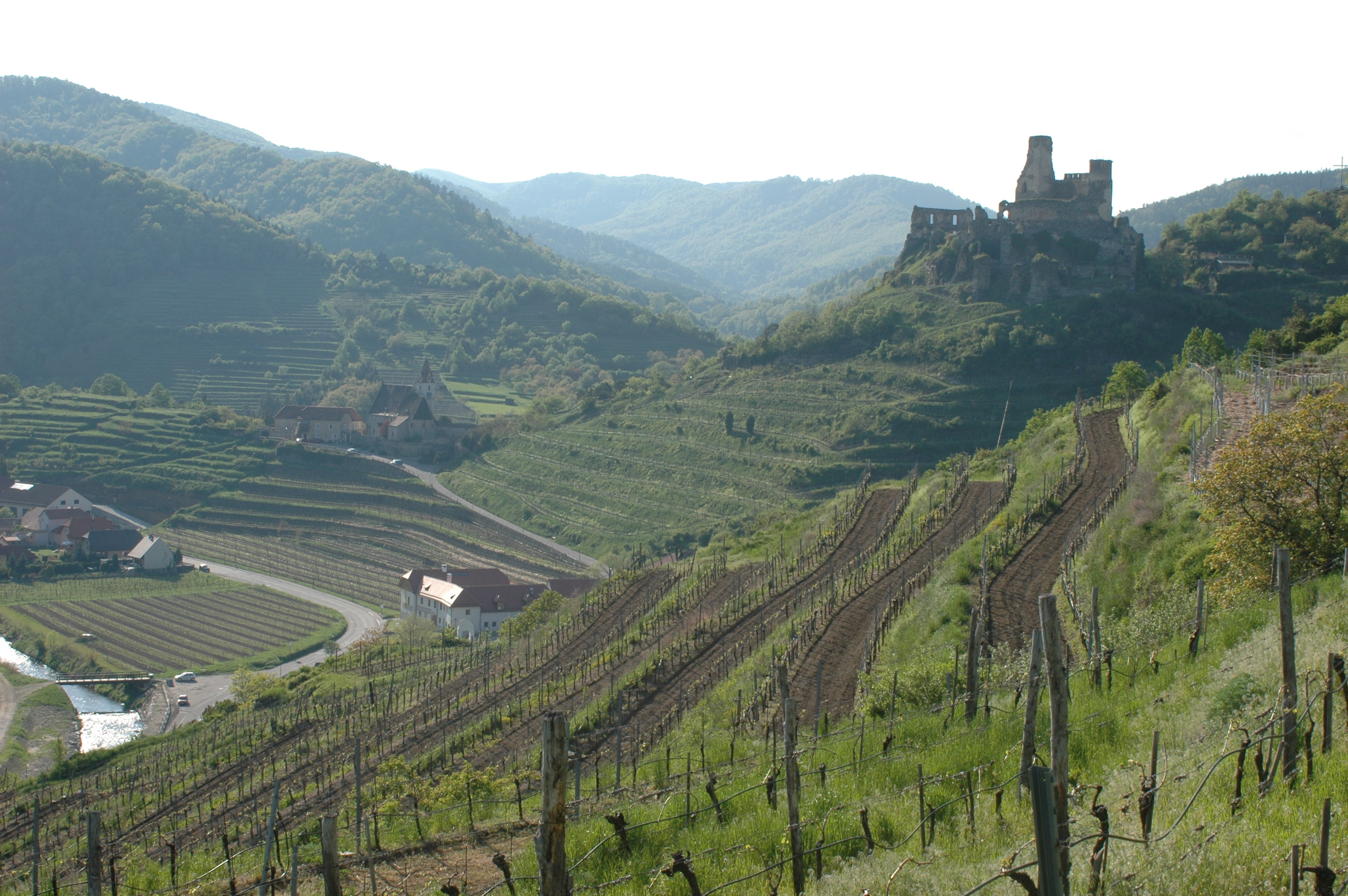
Paysage remodelé en Autriche.
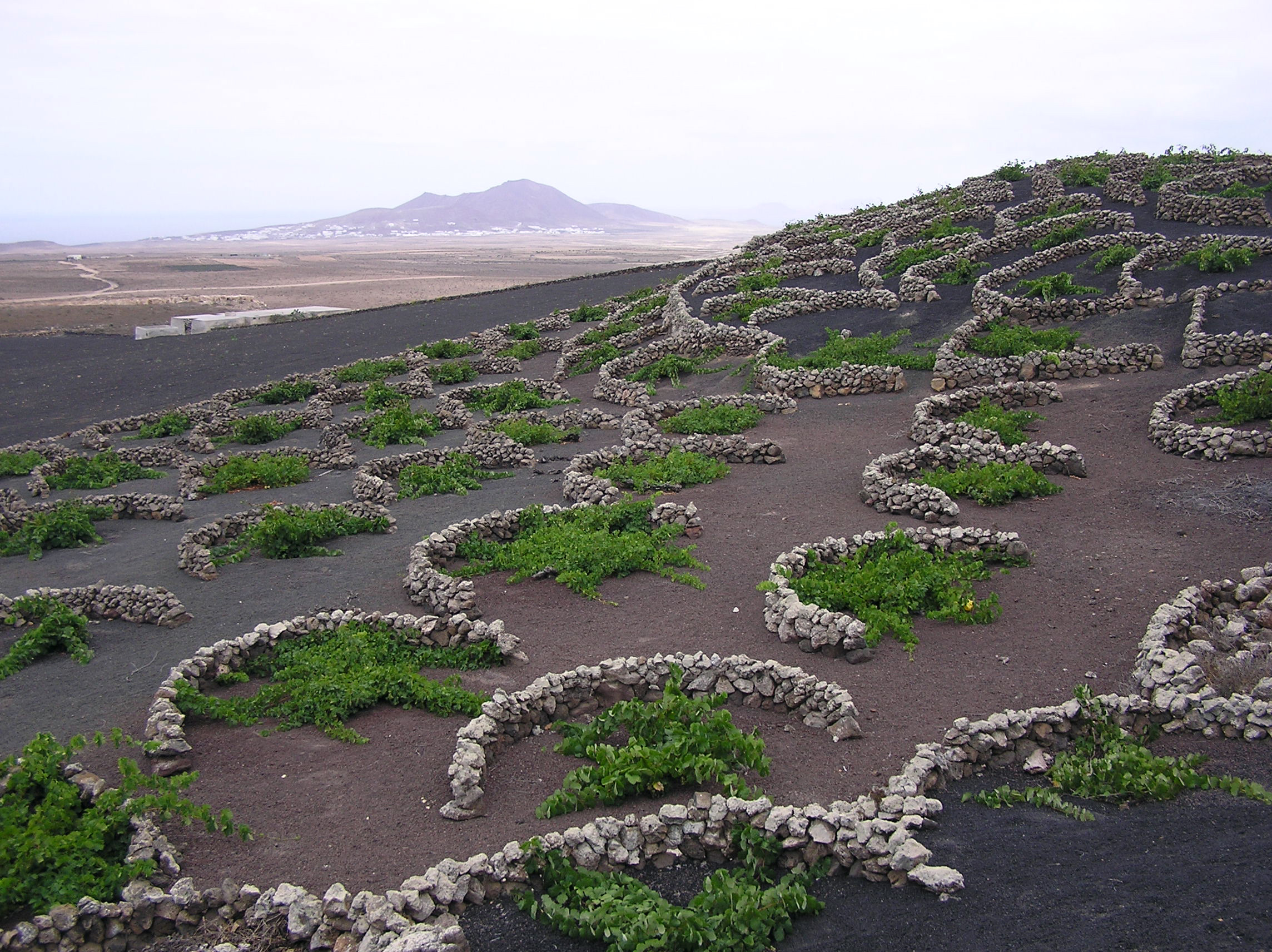
À Lanzarote, des petits murets protègent du vent.
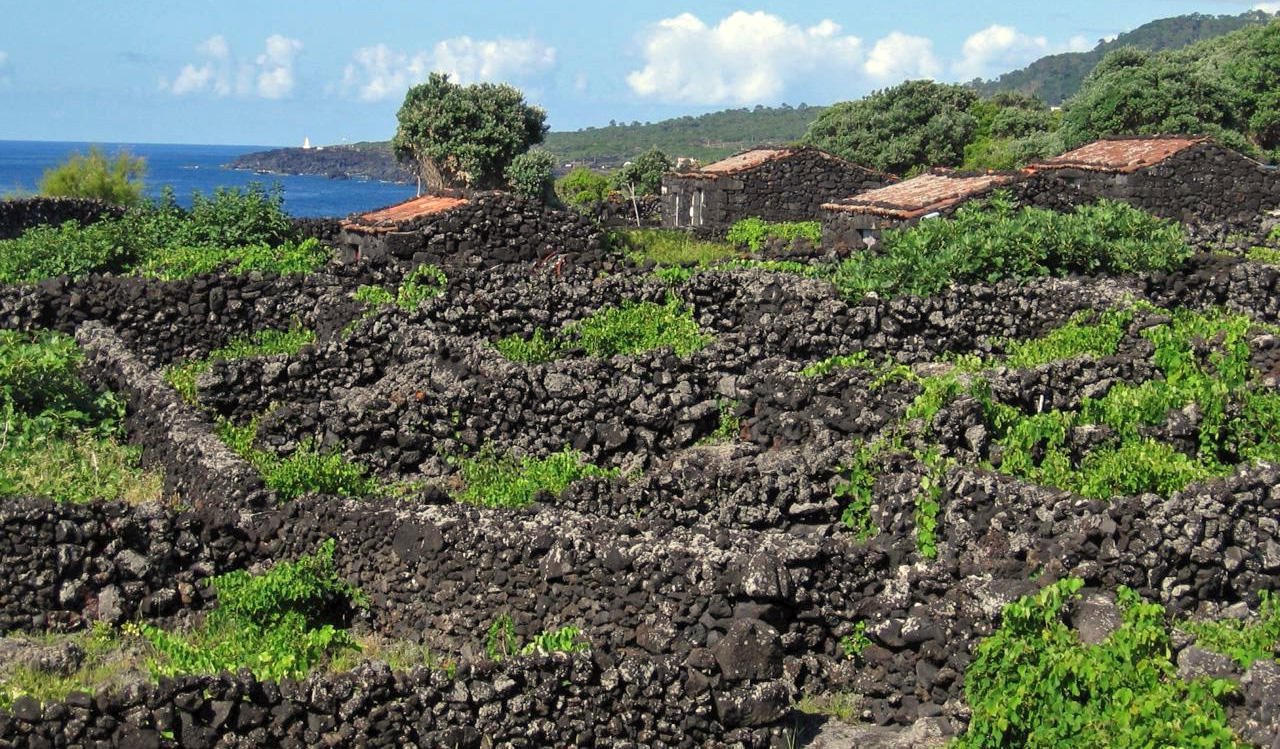
Vignes abritées du vent par des murets sur l'île de Pico aux Açores.
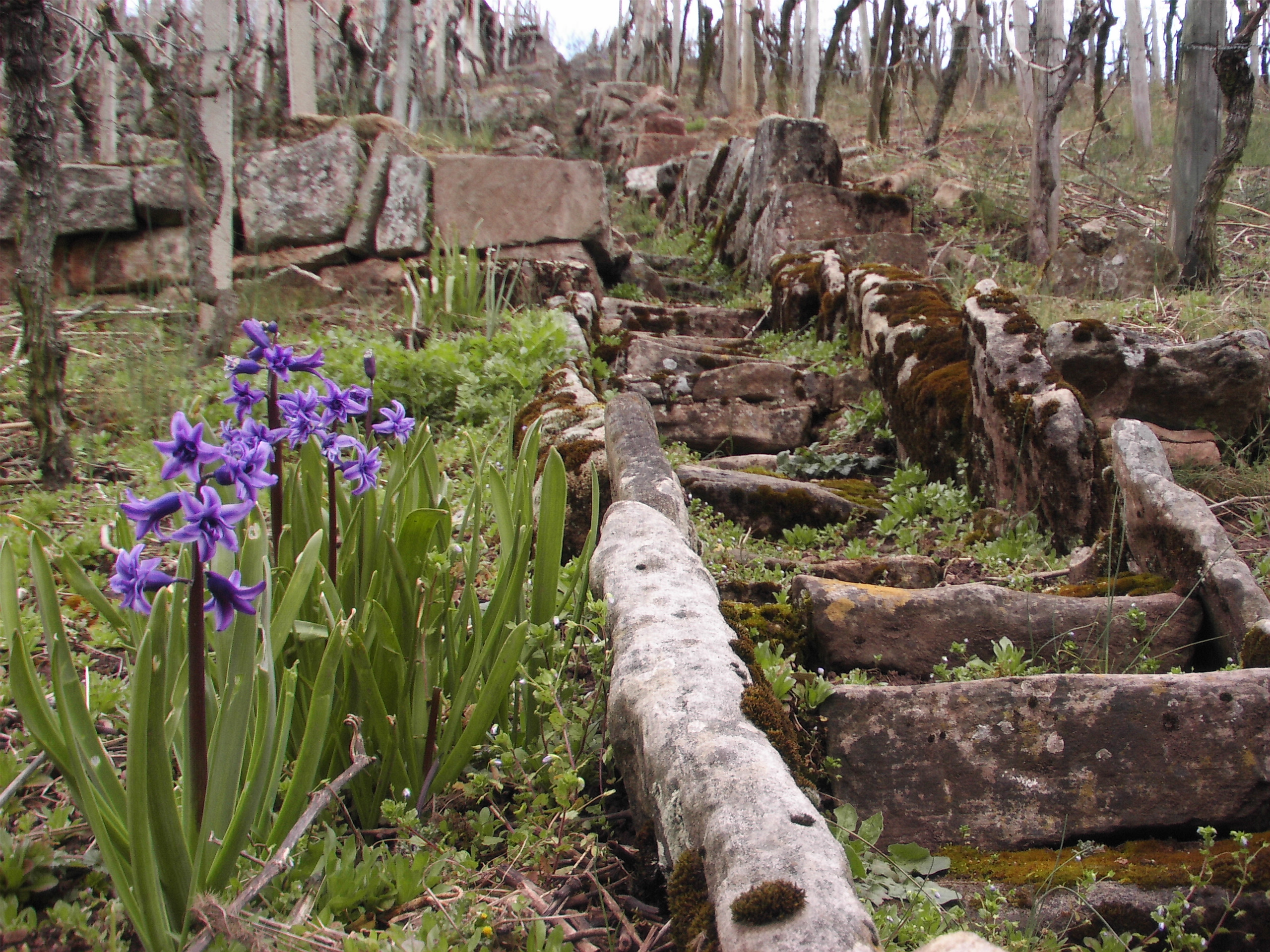
Aménagement ancien, terrasses et escalier d'accès
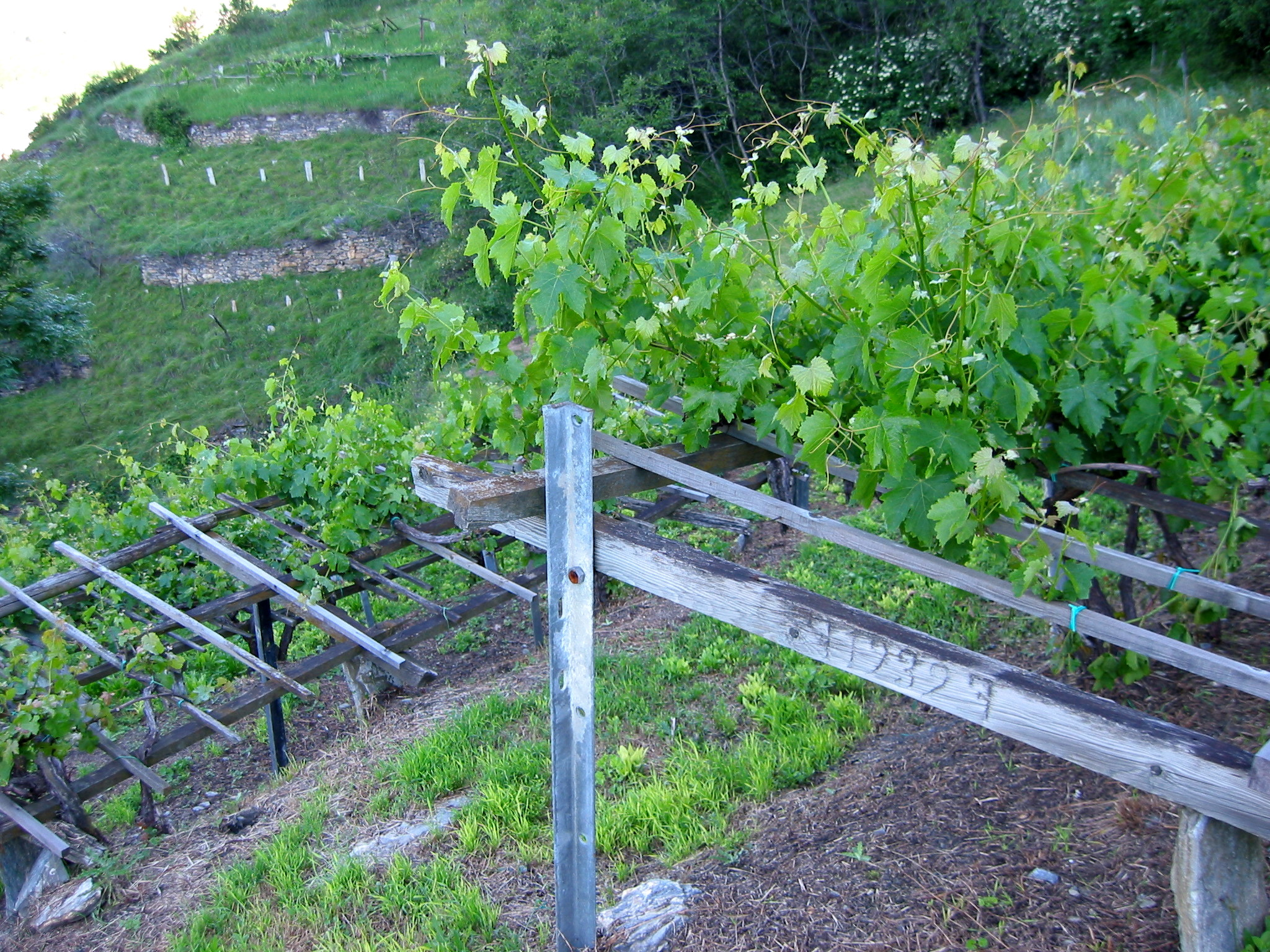
Pergolas adossées à la montagne
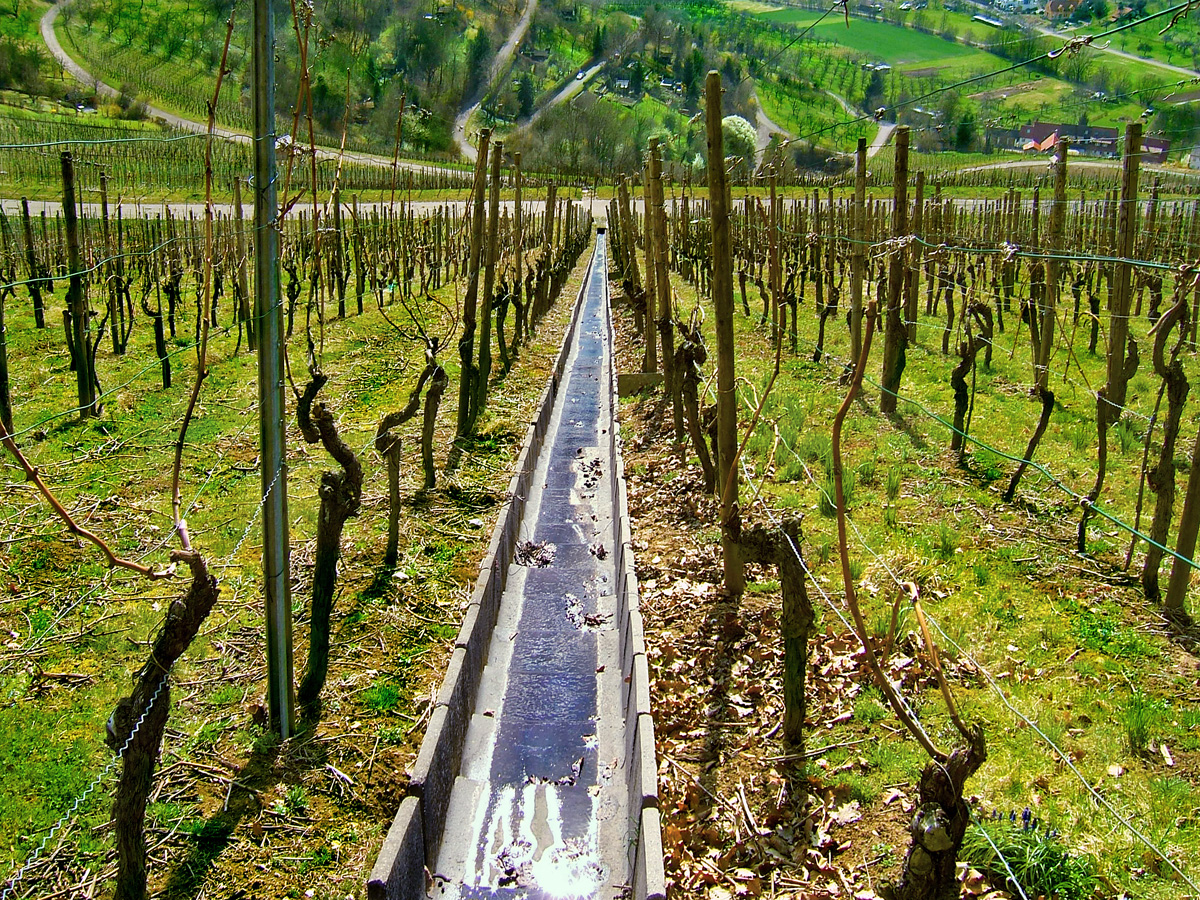
Fossé maçonné pour l'évacuation de l'eau.
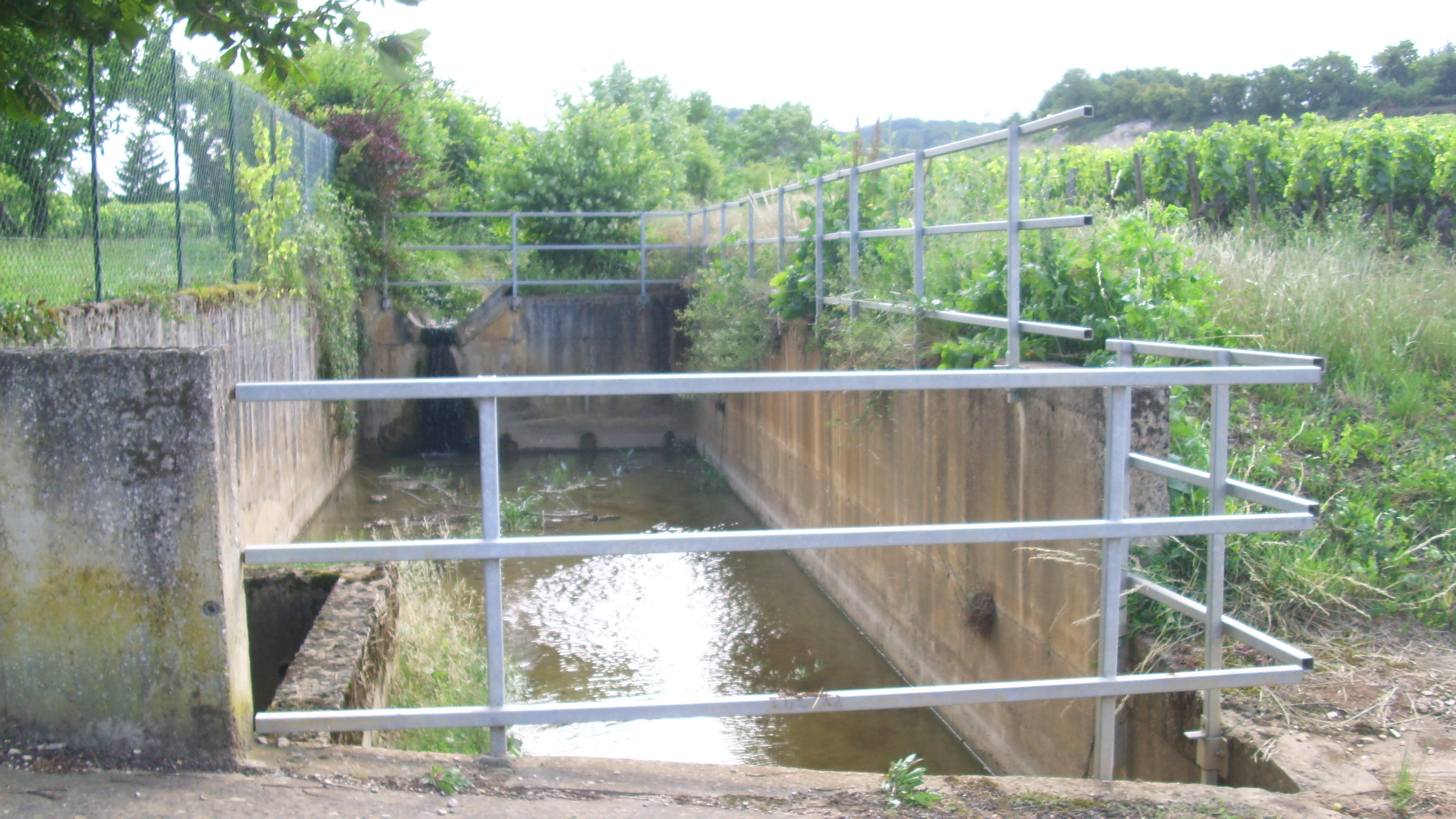
Bassin de rétention

### Densité de plantation
Parmi les travaux préparatoires, le viticulteur doit aussi choisir une densité de plantation. La densité se compte en nombre de pied de vigne par hectare. Elle est proportionnelle à l'écartement entre les rangs et l'écartement entre ceps dans le rang. Elle peut varier de 1 500 à 10 000 pieds de vigne par hectare et même plus. Une forte densité induit une forte concurrence entre les pieds de vigne vis-à-vis des éléments minéraux et de l'eau. Cette compétition donne des grappes plus petites et une plus grande proportion de pellicule dans le raisin. Or, la qualité du vin provient essentiellement des constituants de la pellicule : anthocyanes, tanins, arômes, etc. Les vignobles de qualité plantent généralement leurs vignes à haute densité et les vignobles à vin moins rémunérateurs sont à plus faible densité.
La densité influe sur le coût du raisin. Une densité double implique deux fois plus de ceps à tailler, deux fois plus de pieds de vigne à planter, un plus grand nombre de rangs à traiter et à récolter. La recherche viticole a cherché des solutions pour améliorer la qualité sans trop augmenter le coût. La hauteur du feuillage est un élément important à prendre en compte.
Cependant, il existe des cas particuliers. En zone sèche, la faible densité laisse plus de volume de sous-sol à exploiter par cep de vigne. Couplé avec des rendements faibles, ces vignes produisent des raisins pouvant donner un vin de grande qualité. C'est le cas, par exemple, du vignoble d'Andalousie où la vigne pousse durant une période sans pluie, uniquement sur les réserves hydriques du sol.
Concernant les vignes productrices de raisin de table, les paramètres sont différents. L'équilibre recherché dans le raisin n'est pas le même que pour le raisin de cuve. Il exige moins de sucre et une acidité rafraîchissante. Ensuite, le choix de cépages aromatiques (famille des Muscats par exemple) ou de cépages à chair croquante est plus important. Ainsi, une vigne à faible densité est souvent privilégiée pour la commodité et le prix de revient du travail.

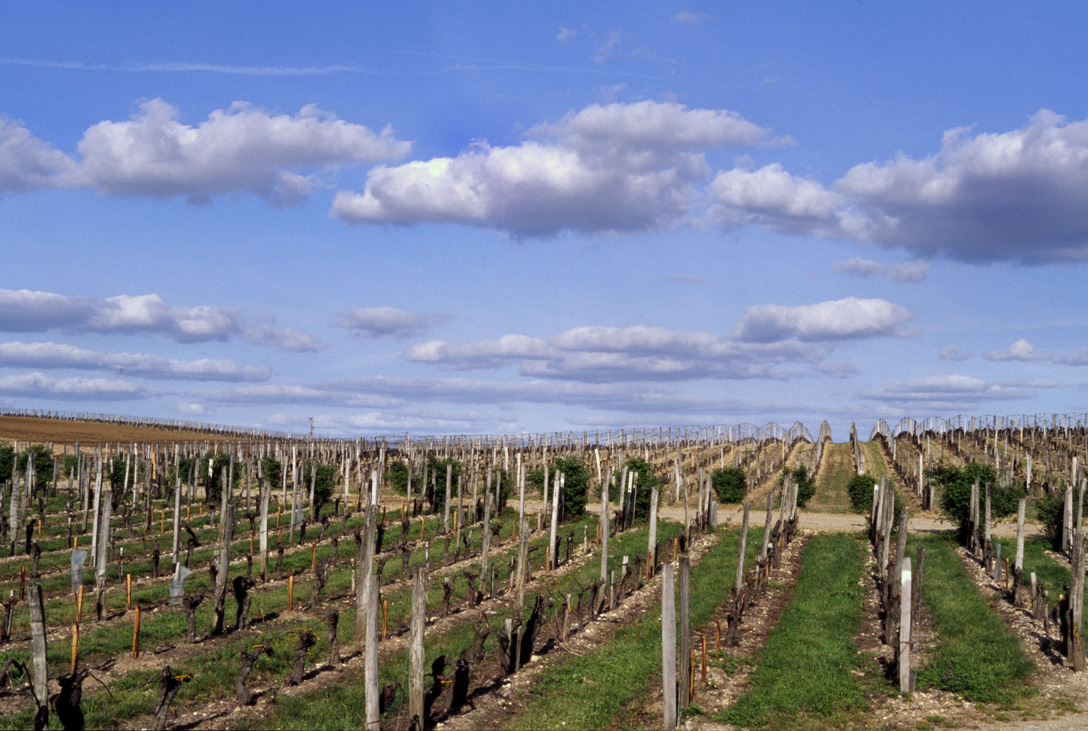
Vigne étroite à haute densité dans le vignoble de Bordeaux
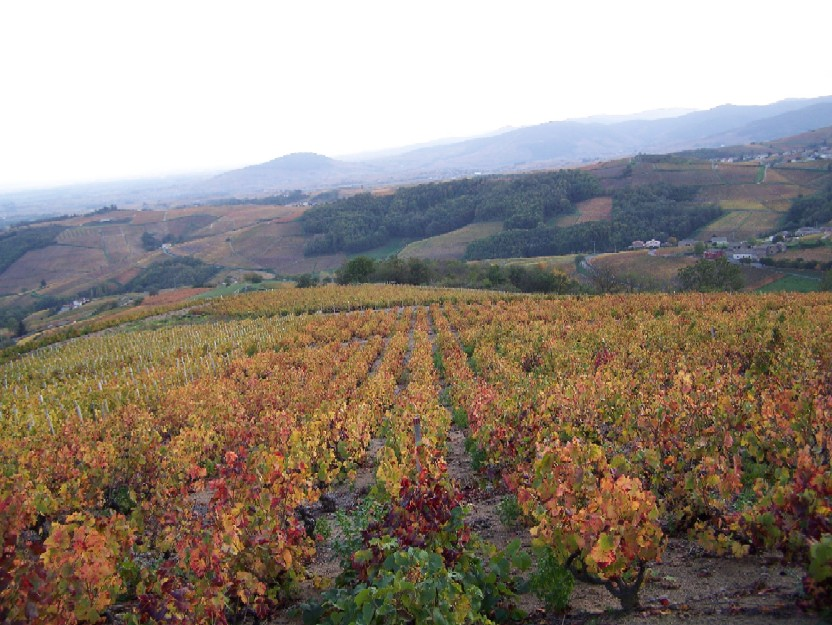
Vigne étroite en Beaujolais
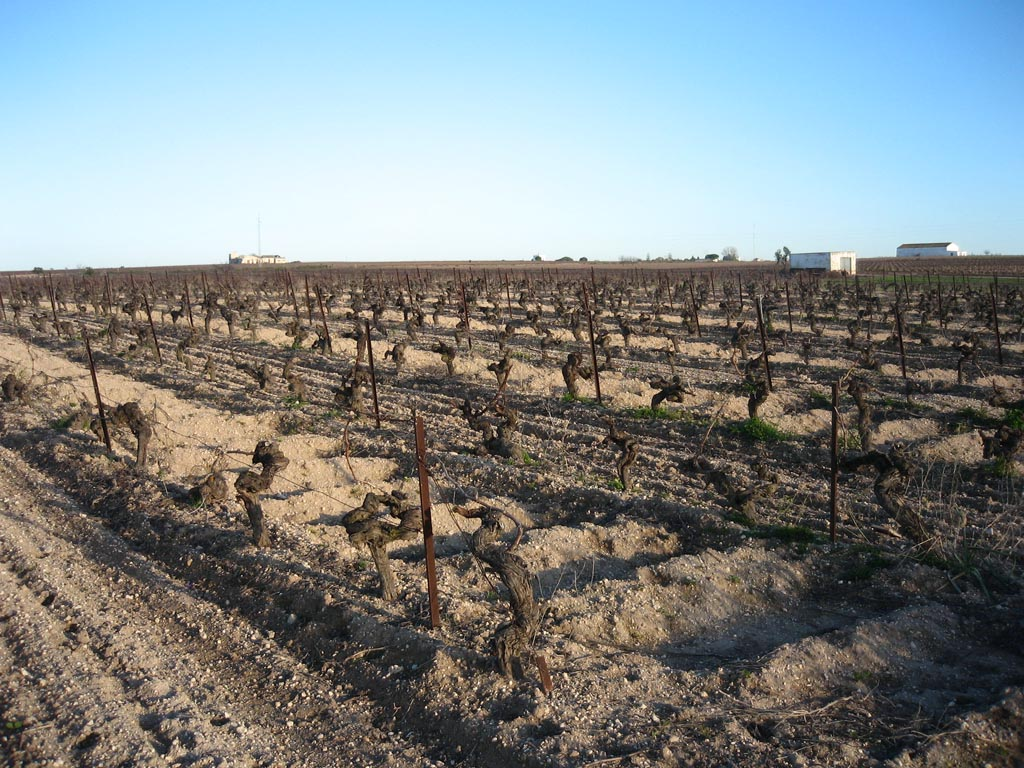
Vigne à basse densité en Andalousie.
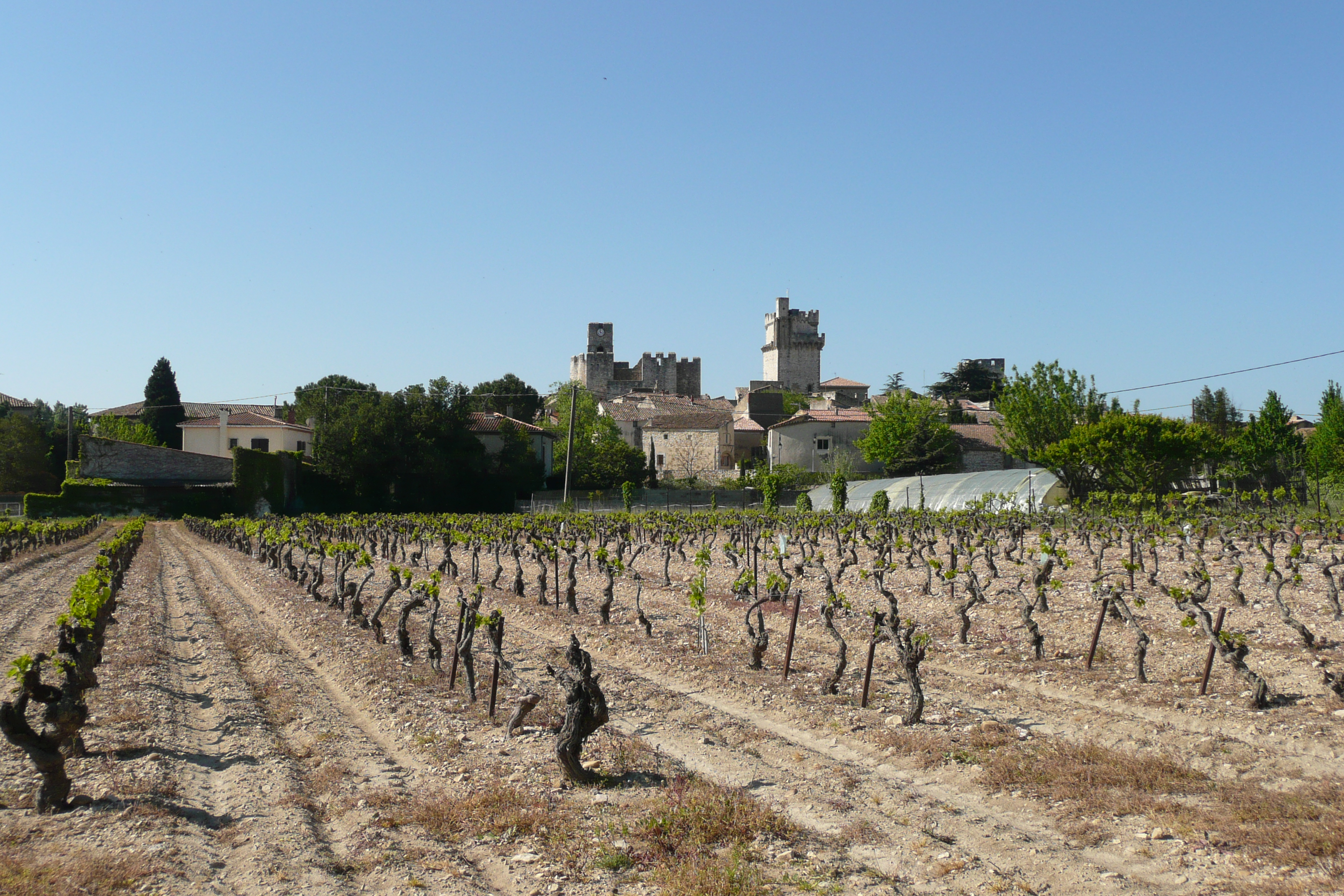
Vigne large en France (côtes du rhône).

### Plantation en terre

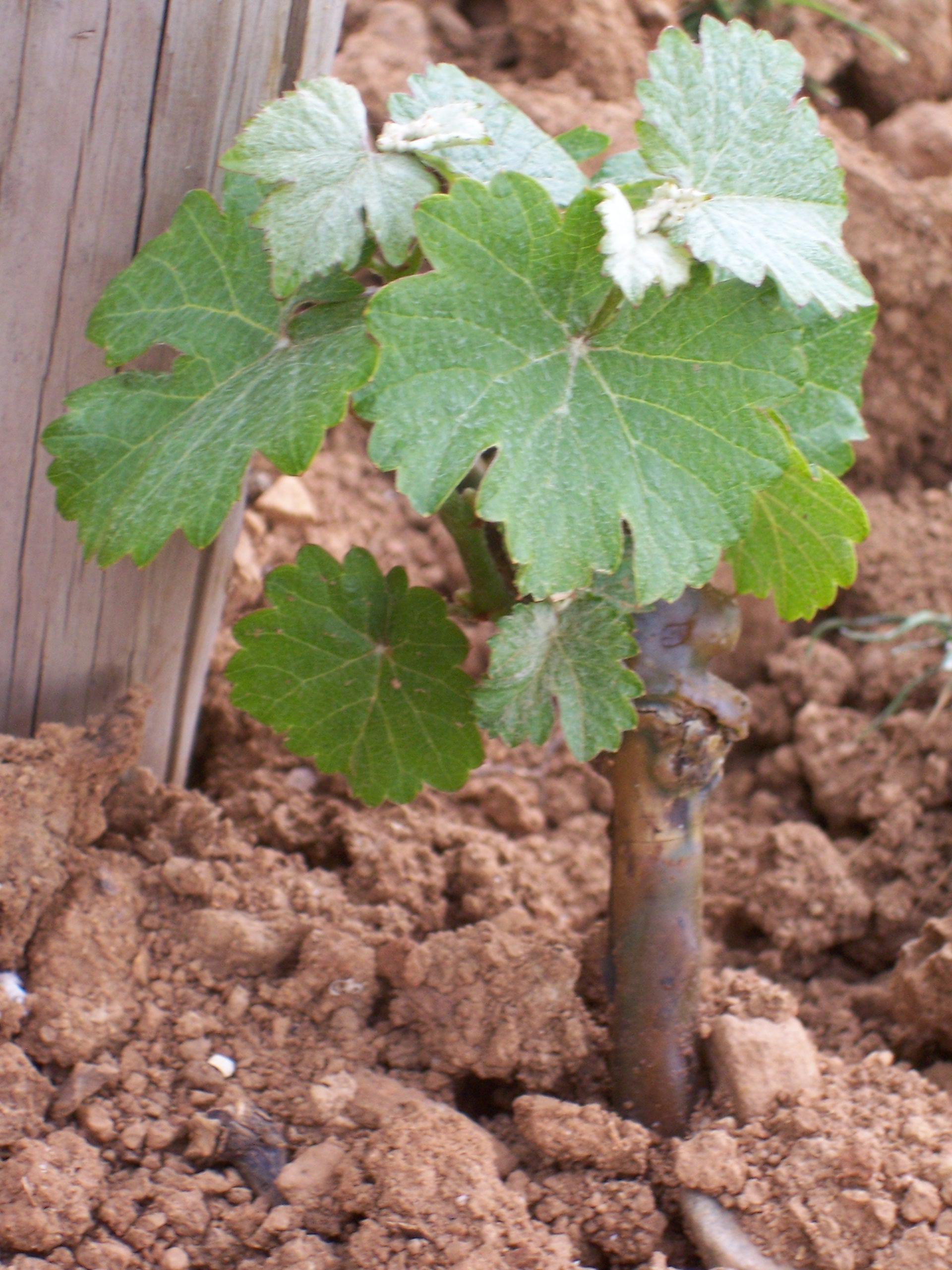
Jeune vigne alsacienne

Les plants de vignes se bouturaient très bien autrefois et les bois de taille voyageaient pour être plantés ailleurs. Avec l'apparition du phylloxera et la nécessité de greffer, la profession de pépiniériste viticole est apparue. Ce professionnel greffe des plants et les met à raciner en pépinière. La culture de ces plants permet d'en obtenir un grand nombre à moindre coût. Le plant greffé-soudé se présente en bois non débourré (bourgeonné).
Le plant peut se présenter en pot, apte à la mise en terre de février à octobre (selon les régions et leur climat). Il nécessite un trou assez grand pour le mettre en terre avec sa motte (environ 40cm x 40cm x 40cm). Ce mode opératoire ne nécessite pas de grand trou, mais n'est disponible à la vente qu'entre février et avril. Les racines nues sont raccourcies à 2-3 centimètres pour stimuler leur croissance et leur reprise dans leur nouvelle terre

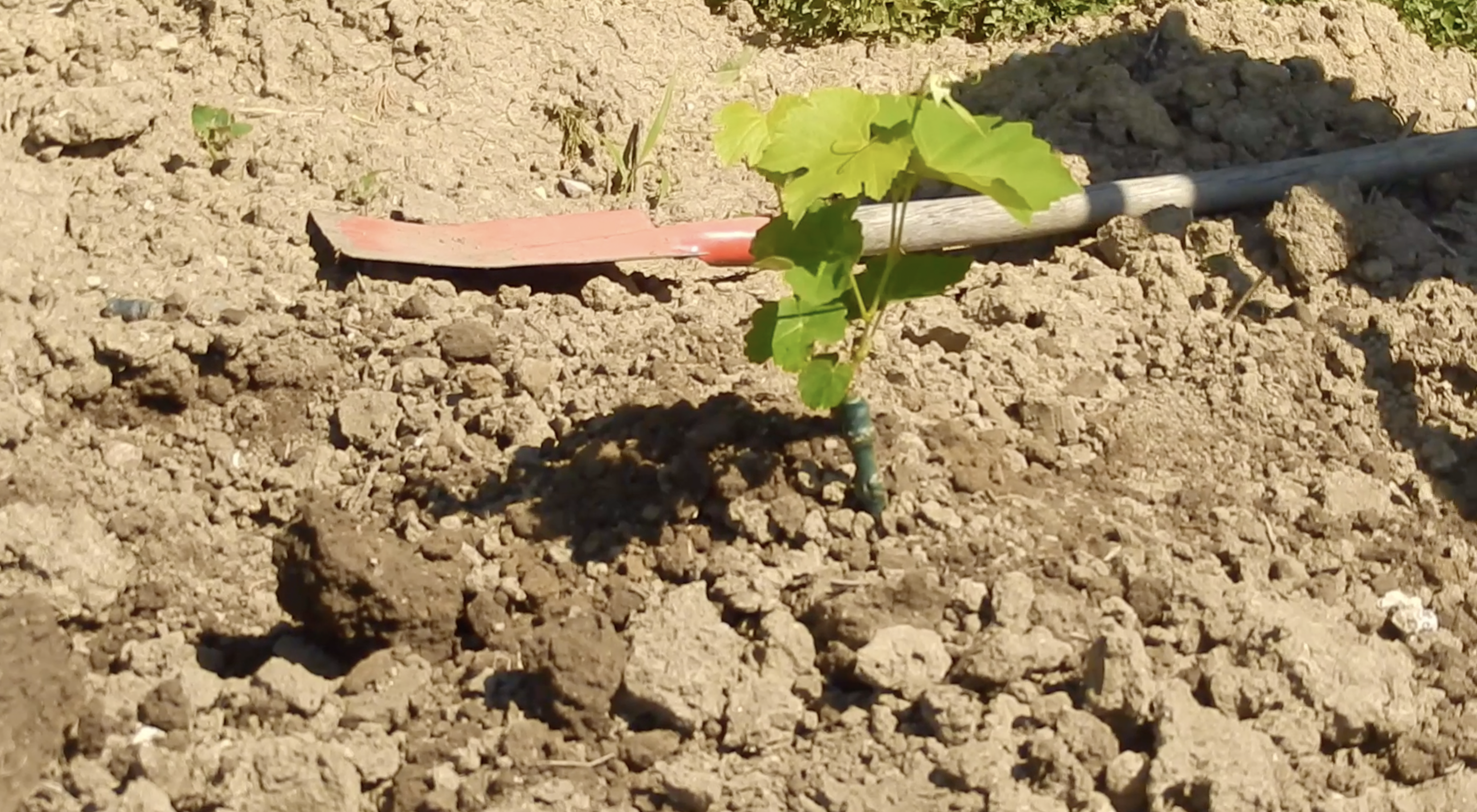
Aperçu de la hauteur de plantation conseillée

Le plant est positionné avec le point de greffe légèrement au-dessus du sol (2-3 cm). Plus bas, le greffon pourrait raciner et s'affranchir du porte-greffe et plus haut, le chevelu racinaire du porte-greffe est trop superficiel. Cette erreur est très fréquente chez les jardiniers amateurs qui ont tendance à planter un plant de vigne pas assez profondément.
La plantation se fait souvent au printemps, pour des raisons d'emploi du temps du vigneron : après la taille de la vigne et avant le débourrement. Les jeunes plants insuffisamment racinés en l'été ont besoin d'arrosages régulier durant la période sèche. Les plantations d'automne, après les premières pluies, ne nécessitent pas d'arrosage. Un tube plastique peut être ajouté pour protéger la vigne des rongeurs, des actions mécaniques, des désherbants, et lui donner quelques degrés de température supplémentaire au printemps.

### Plantation en pot
La vigne peut également se planter en pot afin de vivre sur les terrasses ou balcons par exemple. Bien qu'il ne s'agisse pas de la solution idéale en termes de productivité (moins de ressources à puiser dans un pot comparé à la terre), cette solution est viable et permet aux citadins ou personnes n'ayant pas de jardin de profiter d'un pied de vigne et ses raisins.
Les conditions de plantation et de cultures différents néanmoins quelque peu afin de s'adapter à ce format. Il faut tout d'abord s'assurer d'avoir un pot suffisamment grand (>80L) pour permettre aux racines de respirer et croître sans trop se gêner. C'est surtout en termes de hauteur qu'il est important de choisir son pot car les racines de la vigne cherchent la profondeur.
Par la suite, il faut percer le fond de ce pot pour permettre à l'eau de s'écouler, et également rajouter de petits cailloux au fond de celui-ci permettant un meilleur drainage lors des arrosages et pluies. Par la suite, il est nécessaire de placer un tuteur pour guider la vigne et ses branches au fil du temps. Le pied adulte peut mesurer plusieurs mètres s'il n'est pas taillé, il faut donc choisir un tuteur en conséquence. Enfin, il faut s'assurer (pour des raisons de photosynthèse) que le pied reçoive assez de soleil dans la journée en privilégiant toujours une exposition sud dans l'idéal.

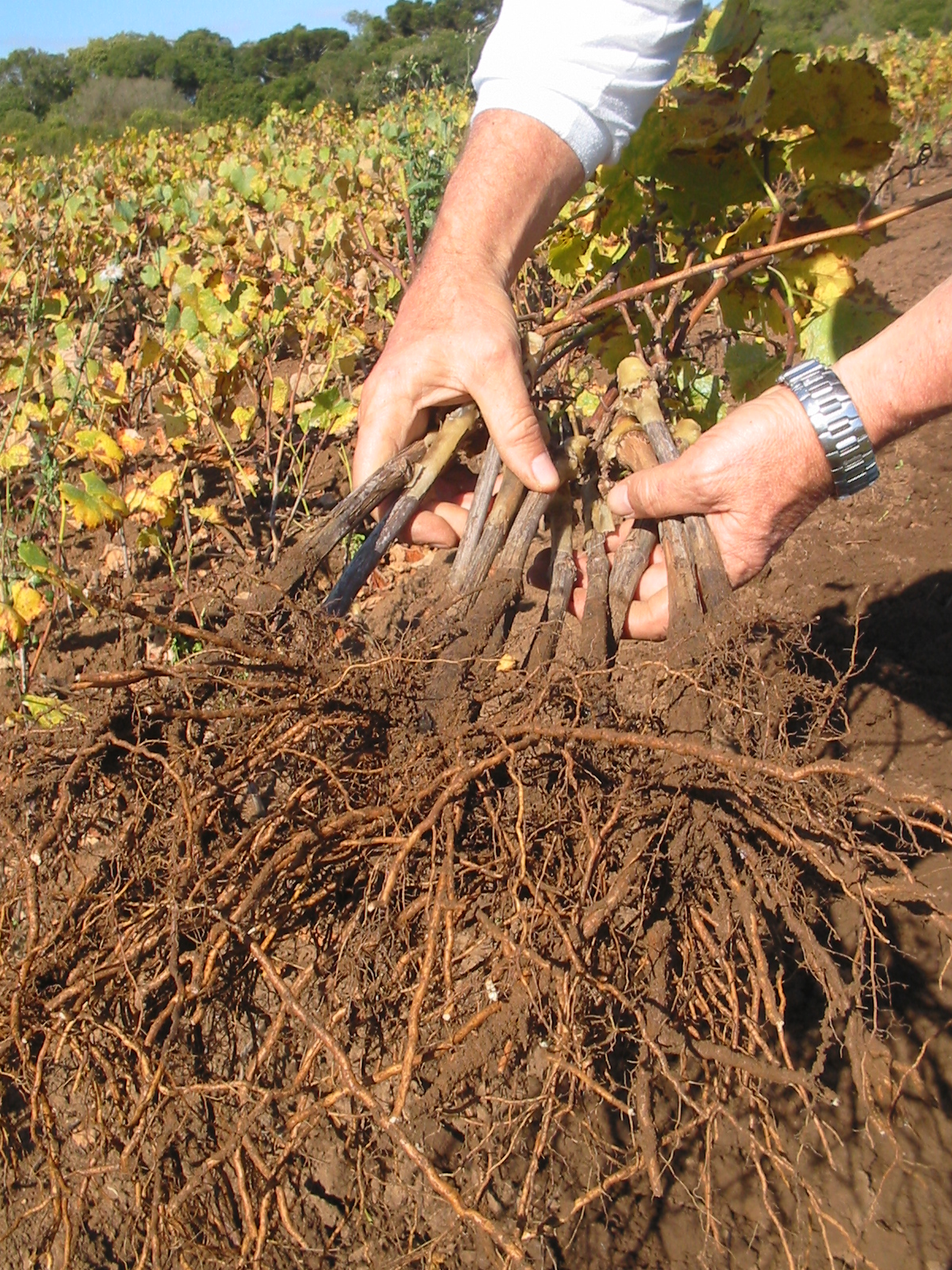
Après un an de pépinière, les jeunes plants de vigne sont bien racinés.
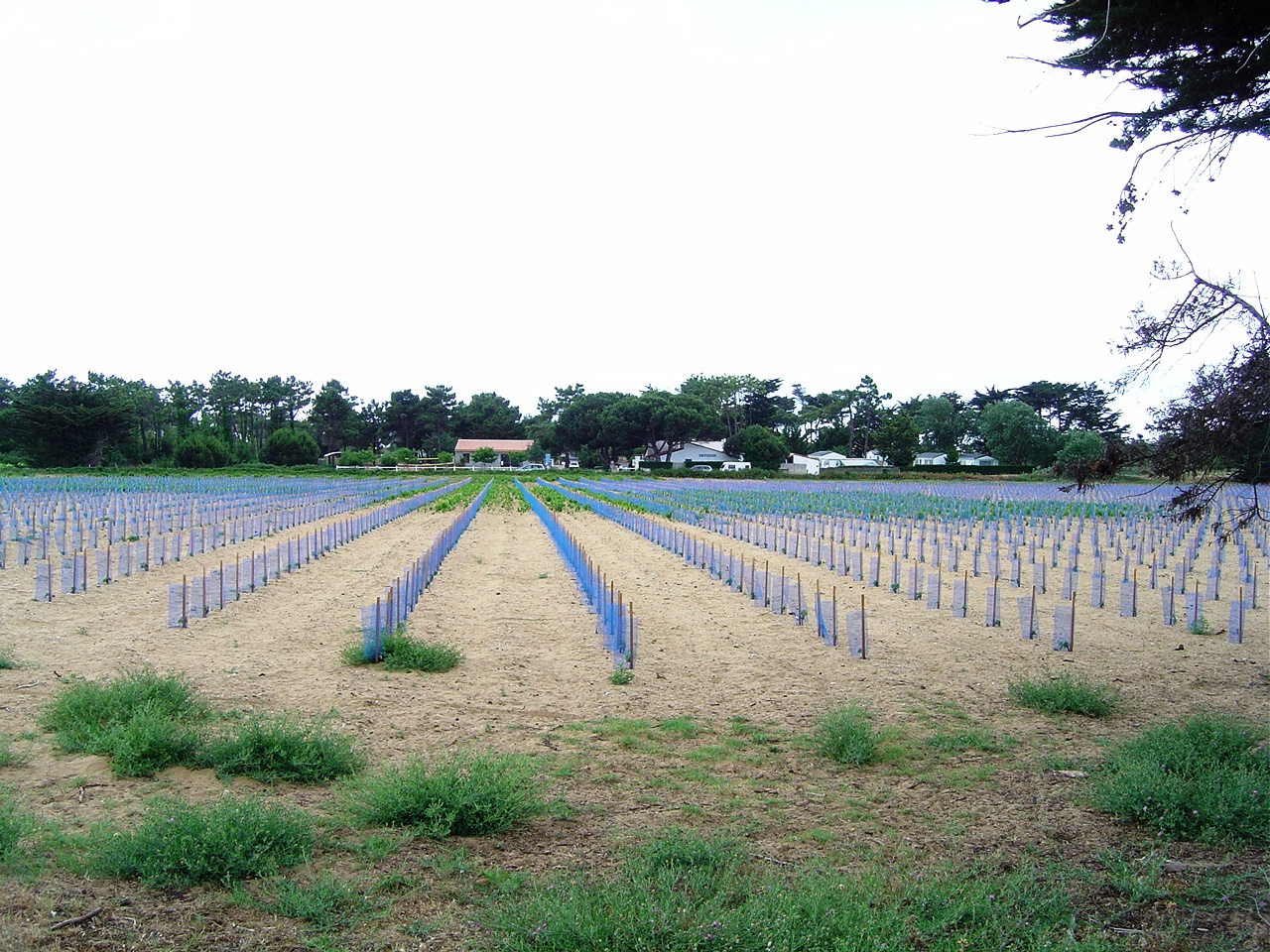
Jeune plantation sur l'île de Ré en Charente-Maritime.
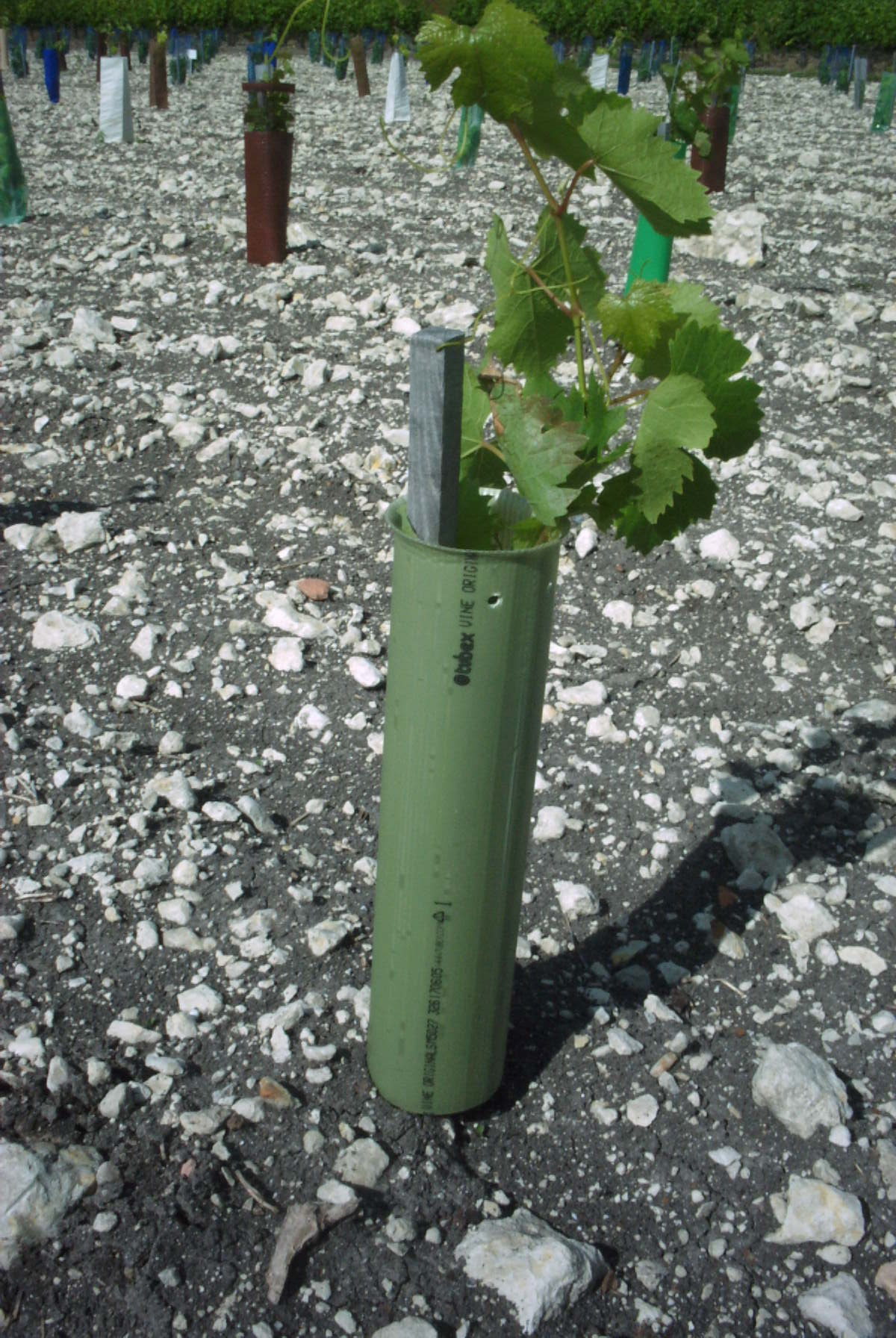
Jeune vigne dans un tube de protection
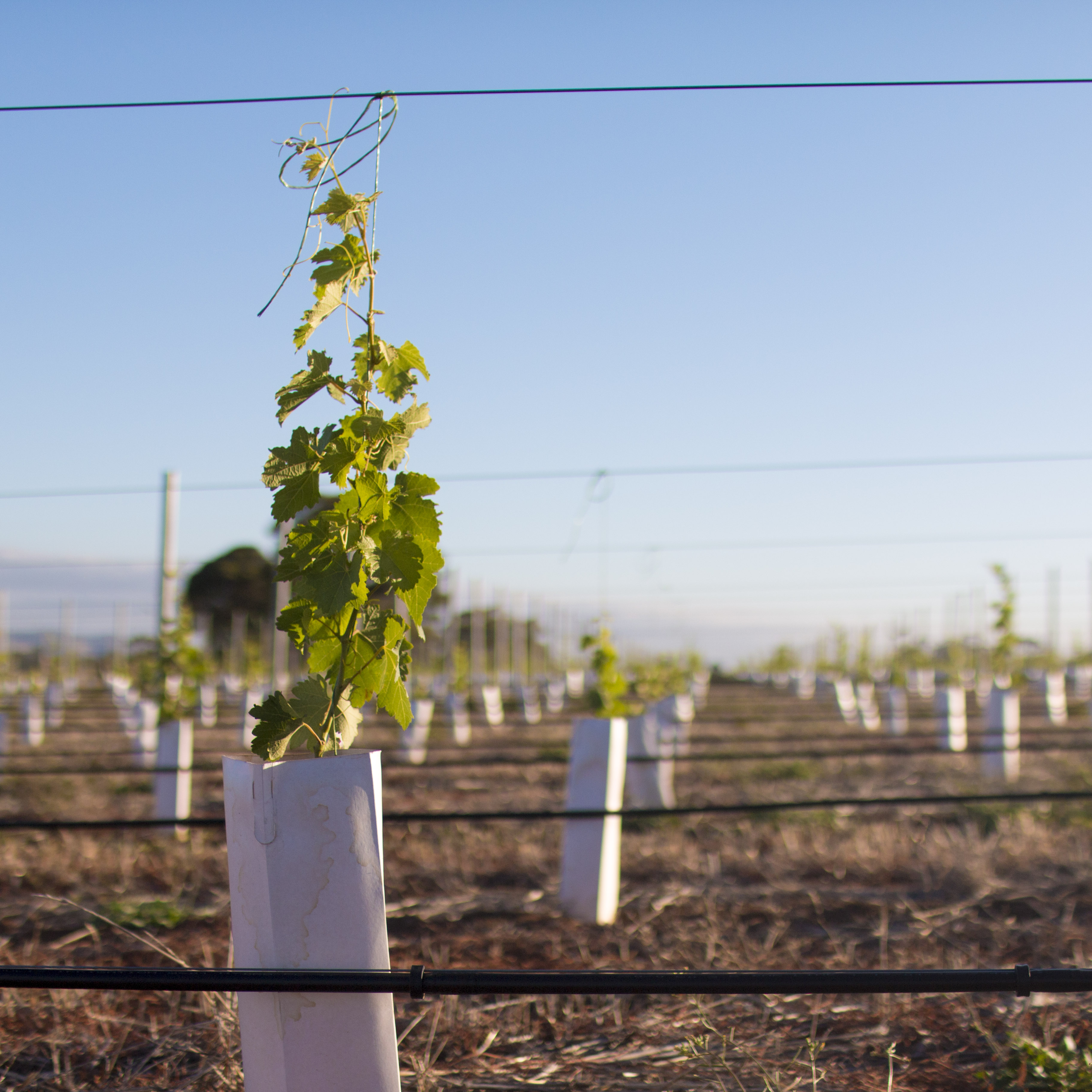
Vigne plantée depuis 6 mois, dans sa protection, attachée au fil porteur pour assurer sa croissance verticale.
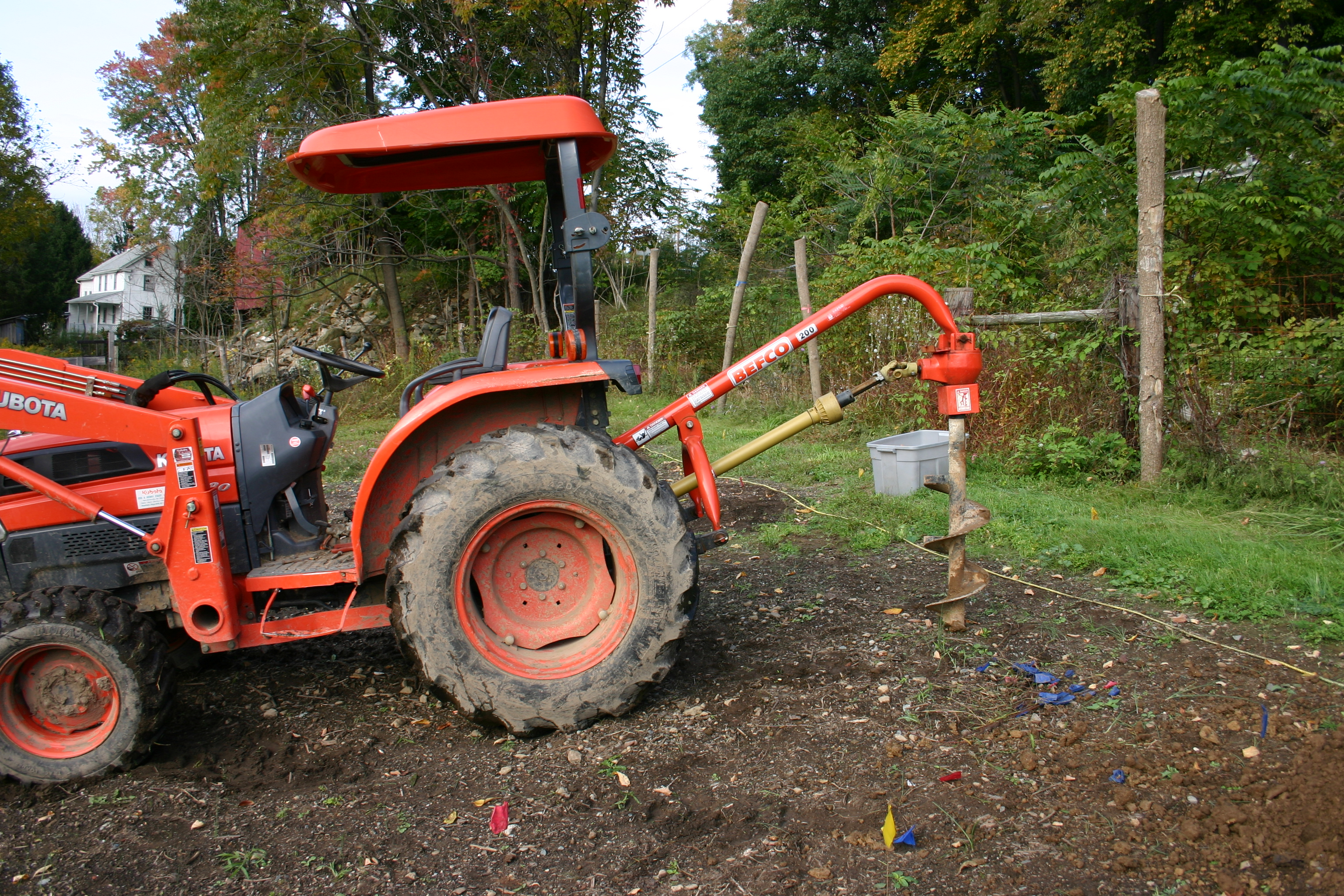
Une tarière de ce type peut être utilisée pour complanter les ceps de vignes morts ou manquants.